# Schaatsen op de Olympische Winterspelen 2010
Schaatsen is een van de sporten die beoefend werden tijdens de Olympische Winterspelen 2010 in Vancouver, Canada. Het schaatsevenement werd in de Richmond Olympic Oval in Richmond gehouden.

## Programma
| Datum       | Lokale tijd | MET   | Mannen                                         | Vrouwen                                  |
| ----------- | ----------- | ----- | ---------------------------------------------- | ---------------------------------------- |
| 12 februari |             |       | Openingsceremonie                              | Openingsceremonie                        |
| 13 februari | 12:00       | 21:00 | 5000m                                          |                                          |
| 14 februari | 13:00       | 22:00 |                                                | 3000m                                    |
| 15 februari | 15:30       | 00:30 | 1e 500m                                        |                                          |
| 15 februari | 17:28       | 02:28 | 2e 500m                                        |                                          |
| 16 februari | 13:00       | 22:00 |                                                | 1e 500m                                  |
| 16 februari | 14:52       | 23:52 |                                                | 2e 500m                                  |
| 17 februari | 16:00       | 01:00 | 1000m                                          |                                          |
| 18 februari | 13:00       | 00:00 |                                                | 1000m                                    |
| 20 februari | 16:15       | 01:15 | 1500m                                          |                                          |
| 21 februari | 15:00       | 00:00 |                                                | 1500m                                    |
| 23 februari | 11:00       | 20:00 | 10.000m                                        |                                          |
| 24 februari | 13:00       | 22:00 |                                                | 5000m                                    |
| 26 februari | 12:30       | 21:30 | Ploegenachtervolging (kwart- en halve finales) | Ploegenachtervolging (kwartfinales)      |
| 27 februari | 12:30       | 21:30 | Ploegenachtervolging (finales)                 | Ploegenachtervolging (halve- en finales) |
| 28 februari |             |       | Sluitingsceremonie                             | Sluitingsceremonie                       |

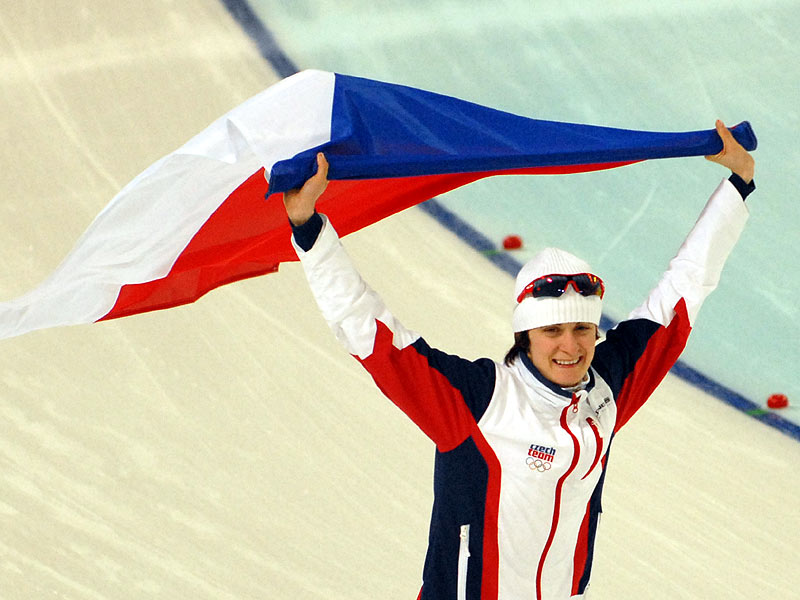
Sablikova wint de 3000 bij de vrouwen
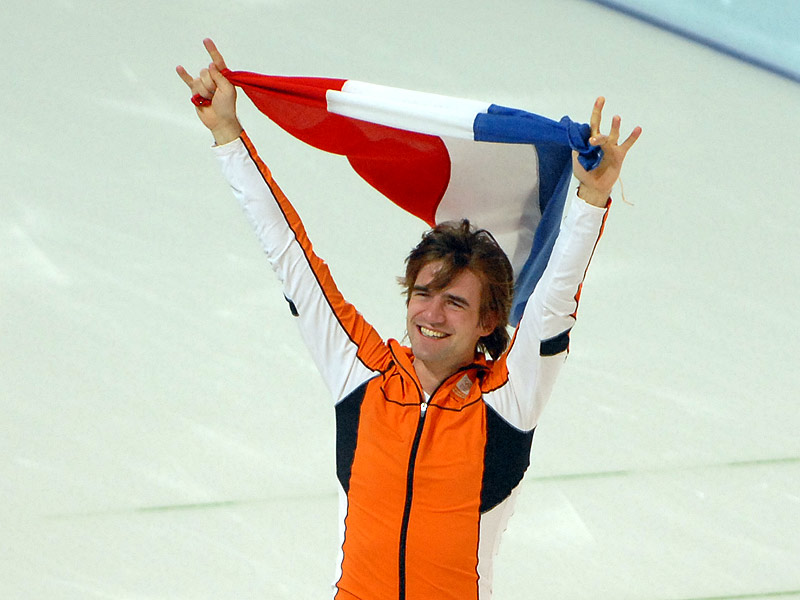
Tuitert wint de 1500 bij de mannen
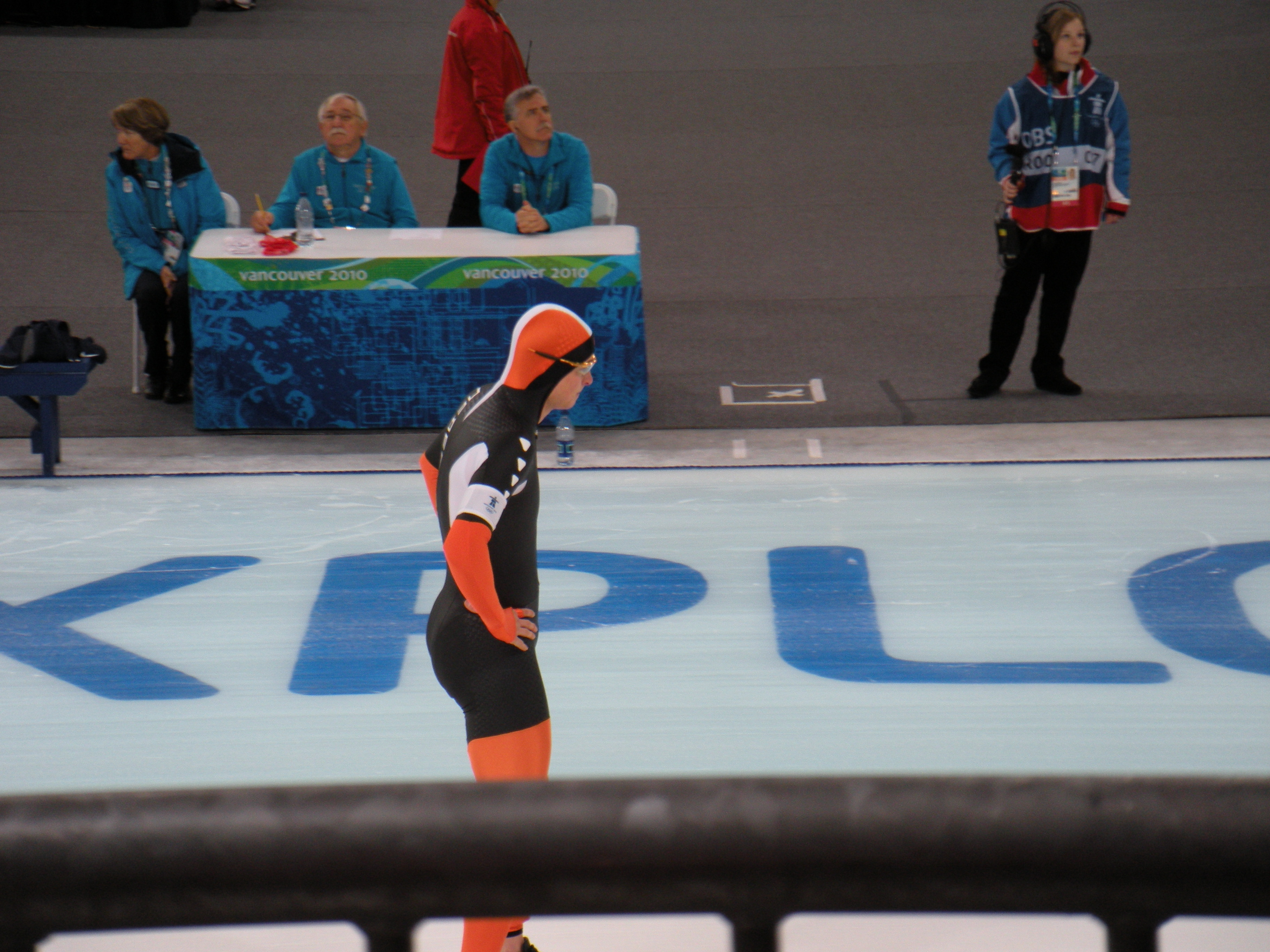
Kramer vlak voor de gouden 5000

## Medailles
Klik in de kolom "onderdeel" om het volledige verslag van een discipline te tonen

### Mannen
| Onderdeel            | Goud                                                | Goud                  | Zilver                                                                    | Zilver                 | Brons                                                            | Brons                 |
| -------------------- | --------------------------------------------------- | --------------------- | ------------------------------------------------------------------------- | ---------------------- | ---------------------------------------------------------------- | --------------------- |
| 500 m                | Mo Tae-bum Zuid-Korea                               | 69,82 (34,923/34,906) | Keiichiro Nagashima Japan                                                 | 69,98 (35,108/ 34,876) | Joji Kato Japan                                                  | 70,01 (34,937/35,076) |
| 1000 m               | Shani Davis Verenigde Staten                        | 1.08,94               | Mo Tae-bum Zuid-Korea                                                     | 1.09,12                | Chad Hedrick Verenigde Staten                                    | 1.09,32               |
| 1500 m               | Mark Tuitert Nederland                              | 1.45,57 BR            | Shani Davis Verenigde Staten                                              | 1.46,10                | Håvard Bøkko Noorwegen                                           | 1.46,13               |
| 5000 m               | Sven Kramer Nederland                               | 6.14,60 OR            | Lee Seung-hoon Zuid-Korea                                                 | 6.16,95                | Ivan Skobrev Rusland                                             | 6.18,05               |
| 10.000 m             | Lee Seung-hoon Zuid-Korea                           | 12.58,55 OR           | Ivan Skobrev Rusland                                                      | 13.02,07               | Bob de Jong Nederland                                            | 13.06,73              |
| Ploegenachtervolging | Canada Mathieu Giroux Lucas Makowsky Denny Morrison | 3.41,37               | Verenigde Staten Brian Hansen Chad Hedrick Jonathan Kuck Trevor Marsicano | 3.41,58                | Nederland Jan Blokhuijsen Sven Kramer Simon Kuipers Mark Tuitert | 3.39,95 (B-finale) OR |

### Vrouwen
| Onderdeel            | Goud                                                                             | Goud                  | Zilver                                      | Zilver                | Brons                                                             | Brons                 |
| -------------------- | -------------------------------------------------------------------------------- | --------------------- | ------------------------------------------- | --------------------- | ----------------------------------------------------------------- | --------------------- |
| 500 m                | Lee Sang-hwa Zuid-Korea                                                          | 76,09 (38,249/37,850) | Jenny Wolf Duitsland                        | 76,14 (38,307/37,838) | Wang Beixing China                                                | 76,63 (38,487/38,144) |
| 1000 m               | Christine Nesbitt Canada                                                         | 1.16,56               | Annette Gerritsen Nederland                 | 1.16,58               | Laurine van Riessen Nederland                                     | 1.16,72               |
| 1500 m               | Ireen Wüst Nederland                                                             | 1.56,89               | Kristina Groves Canada                      | 1.57,14               | Martina Sáblíková Tsjechië                                        | 1.57,97               |
| 3000 m               | Martina Sáblíková Tsjechië                                                       | 4.02,53               | Stephanie Beckert Duitsland                 | 4.04,62               | Kristina Groves Canada                                            | 4.04,84               |
| 5000 m               | Martina Sáblíková Tsjechië                                                       | 6.50,92               | Stephanie Beckert Duitsland                 | 6.51,39               | Clara Hughes Canada                                               | 6.55,73               |
| Ploegenachtervolging | Duitsland Daniela Anschütz Stephanie Beckert Anni Friesinger Katrin Mattscherodt | 3.02,82               | Japan Masako Hozumi Nao Kodaira Maki Tabata | 3.02,84               | Polen Katarzyna Bachleda-Curuś Katarzyna Woźniak Luiza Złotkowska | 3.03,73 (B-finale)    |

### Medailleklassement
| Plaats | Land             | NOC    | Goud | Zilver | Brons | Totaal |
| ------ | ---------------- | ------ | ---- | ------ | ----- | ------ |
| 1      | Zuid-Korea       | KOR    | 3    | 2      | 0     | 5      |
| 2      | Nederland        | NED    | 3    | 1      | 3     | 7      |
| 3      | Canada           | CAN    | 2    | 1      | 2     | 5      |
| 4      | Tsjechië         | CZE    | 2    | 0      | 1     | 3      |
| 5      | Duitsland        | GER    | 1    | 3      | 0     | 4      |
| 6      | Verenigde Staten | USA    | 1    | 2      | 1     | 4      |
| 7      | Japan            | JPN    | 0    | 2      | 1     | 3      |
| 8      | Rusland          | RUS    | 0    | 1      | 1     | 2      |
| 9      | Polen            | POL    | 0    | 0      | 1     | 1      |
| 9      | China            | CHN    | 0    | 0      | 1     | 1      |
| 9      | Noorwegen        | NOR    | 0    | 0      | 1     | 1      |
| Totaal | Totaal           | Totaal | 12   | 12     | 12    | 36     |

Chamonix 1924 · 
St. Moritz 1928 · 
Lake Placid 1932 · 
Garmisch-Partenkirchen 1936 · 
St. Moritz 1948 · 
Oslo 1952 · 
Cortina d'Ampezzo 1956 · 
Squaw Valley 1960 · 
Innsbruck 1964 · 
Grenoble 1968 · 
Sapporo 1972 · 
Innsbruck 1976 · 
Lake Placid 1980 · 
Sarajevo 1984 · 
Calgary 1988 · 
Albertville 1992 · 
Lillehammer 1994 · 
Nagano 1998 · 
Salt Lake City 2002 · 
Turijn 2006 · 
Vancouver 2010 · 
Sotsji 2014 · 
Pyeongchang 2018 · 
Peking 2022 · 
Milaan 2026
Lijst van olympische medaillewinnaars
Alpineskiën · Biatlon · Bobsleeën · Curling · Freestyleskiën · Kunstrijden · Langlaufen · Noordse combinatie · Rodelen · Schaatsen · Schansspringen · Shorttrack · Skeleton · Snowboarden · IJshockey